# فيري دي ويدينغ
فيري دي ويدينغ (بالهندية: वीरे दी वेडिंग)‏ (بالإنجليزية: Veere Di Wedding)‏ هو فيلم كوميدي هندي باللغة الهندية صدر عام 2018 من إخراج شاشانكا غوش وإنتاج ريا كابور وإيكتا كابور ونيكهيل ديفيدي. الفيلم من بطولة كارينا كابور، سونام كابور، سوارا بهاسكار وشيكا تالسانيا في الأدوار الرئيسية كأربعة أصدقاء يحضرون حفل زفاف، مع سوميت فياس، فيشواس كيني، نينا جوبتا وآخرين في الأدوار الداعمة.

## الحبكة
تدور القصة حول أربع صديقات، جميعهن شابات، يواجهن مشاكل في علاقاتهن.
تعيش كاليندي مع صديقها ريشابه منذ عامين في أستراليا، لكنها تعاني من رهاب الزواج وتعلن معارضتها النظرية لفكرة الزواج. كان والداها يتشاجران كثيرًا، وتزوج والدها، كيشان، مرة أخرى بعد وفاة والدتها بفترة وجيزة. عندما يطلب ريشاب الزواج منها، تتفاجأ كاليندي، لكنها توافق بعد ذلك على الزواج من أجل سعادة ريشاب. أفني محامية تمارس عملها في دلهي، وتتخصص في قضايا الطلاق. والدتها تبحث عن عريس مناسب لها، لكن تجربة أفني المهنية اليومية تجعلها متوترة للغاية بشأن الزواج. ساكشي متزوجة بالفعل لكنها تعيش مع والديها بعد أن انتقلت من منزل زوجها. ولم تعرف حتى الآن أسباب انفصالها عن زوجها. تزوجت ميرا من رجل أمريكي يدعى جون، وأنجبت منه ابنًا اسمه كابير. وكان والدها، المسمى أيضًا كابير، يعارض الزواج بشدة لأسباب ثقافية. لا تزال ميرا منفصلة عن والدها، وعلى الرغم من أنها تفتقده، إلا أنها ترفض مقابلته حتى يقبل جون وابنها.
تسافر كاليندي إلى دلهي للزواج، وتقيم مع عمها كوكى وشريكه لعدة أسابيع. يعرض كيشان وزوجته الحالية، باروميتا، المساعدة على كاليندي في حفل زفافها، على الرغم من أنها لا تزال غير مهتمة. تشعر كاليندي بالامتنان الشديد لعائلة ريشابه الحنونة والسليمة ومشاركتهم العميقة والداعمة مع بعضهم البعض. إنها منزعجة من حقيقة أنهم يعطون أهمية كبيرة للاحتفالات الدينية المرتبطة بحفل الزفاف الهندوسي وأهمية كل طقوس. إنها تجد هذا الأمر مبالغ فيه وتعتقد أنهم سيتوقعون منها الكثير بعد الزواج، لأنها كانت دائمًا تعتز باستقلاليتها وفرديتها. تتفاجأ عائلة ريشابه من حقيقة أن كاليندي لا يبدو أن لديها أي عائلة، وأنها منفصلة حتى عن كيشان، وأن كوكى الغريبة إلى حد ما غير متزوجة ولديها شريك يعيش معها.
يحضر جميع أصدقاء كاليندي الثلاثة حفل خطوبة، الذي يتحول إلى كارثة. تسكر أفني وتنتهي بها الحال إلى النوم مع ابن عم ريشابه بهانداري، الذي يعتبر غريبًا تمامًا بالنسبة لها؛ ويتم القبض عليهما. ساكشي، منزعجة من سخرية النساء الثرثارات، تغادر الحفلة في منتصفها، ويتم استجواب ميرا حول الميول الدينية لعائلتها. وينتهي الأمر بريشاب أيضًا إلى التعليق على أن كاليندي ليس لديها عائلة وأصدقاء "مناسبين". وهذا يثير غضبها، فتترك حفل خطوبتها بنفسها.
في صباح اليوم التالي، وجدت أفني وساكشي وميرا كاليندي في منزلها القديم، حيث نشأت. ريشاب يعتذر لكاليندي ويتصالحان. تخبره كاليندي أنها لن تكون قادرة على تلبية توقعات عائلته، وينفصلان وديًا عن الخطوبة. غير راضية عن هذا الأمر، تحاول أفني وساكشي وميرا إقناعها. تشير كاليندي بدلاً من ذلك إلى عيوب كل صديقتها، مما يؤدي إلى جدال.
تعتقد ساكشي أن أصدقائها أصبحوا غارقين في المشاكل، فتشتري لأصدقائها إجازة إلى تايلاند. يتواصلون من جديد ويعترفون بمشاكلهم الخاصة: كاليندي حول مشاكل التزامها، وأفني حول رغبتها في الزواج من الرجل المناسب، وساكشي حول سبب رغبة زوجها في الطلاق منها. في أحد الأيام، دخل إلى غرفة نومهما ووجدها تمارس الاستمناء باستخدام جهاز اهتزازي، فشعر بالفزع وقرر أن يطلقها. تشعر ساكشي بالخجل من إخبار والديها الحقيقة. تشرح ميرا أنها وجون لم يمارسا الجنس منذ عام بعد ولادة ابنها. يقرر الجميع العودة ومواجهة مشاكلهم.
يتم إعادة شحن الأصدقاء بهذه الطريقة ويقررون إقناع عائلاتهم وأصدقائهم إما بالذهاب في طريقهم أو الرحيل. ساكشي تخبر والديها عن جهاز الاهتزاز وزوجها لا يفهم حاجتها إليه. يقررون دعمها في الحصول على الطلاق، مع نفقة كبيرة بالطبع. ميرا تتصل بجون ويتصالحان. يتصل جون بكبير الأب ويخبره عن كبير الابن؛ ثم يسافر إلى الهند للقاء الجميع ويأخذ زوجته وطفله معه. أفني تحكي لوالدتها عن ترددها في قبول زواج مرتب. وعدت بوقاحة بإبقاء والدتها مطلعة على مغامراتها بينما تجرب علاقات مختلفة قبل اتخاذ قرارها. يضغط أصدقاء كاليندي على كوكى لحل نزاعه مع كيشان، والذي يتعلق بالممتلكات وأسلوب الحياة. في النهاية، يتحدث الأخوان ويحلان مشاكلهما، وبما أن أياً منهما ليس لديه ورثة آخرون، فقد قبلا اقتراح نقل منزل العائلة إلى كاليندي كهدية زفافهما. ثم تتقدم لريشابه بطلب الزواج، ويقرران الزواج. يتم عقد حفل الزفاف في منزلها (كما هو تقليدي في الهند)، ويكون الحفل أصغر حجمًا مع عدد أقل من الضيوف. ساكشي تخبر النساء الثرثارات بتسوية طلاقها السخية. تكتشف أفني أن بهانداري مهتم بها، وتقرر أن تمنحه فرصة.

## الممثلون
- كارينا كابور بدور كاليندي بوري مالهوترا
  - سمريتي سيتيا في دور يونغ كاليندي
- سونام كابور بدور المحامي أفني شارما
  - موسكان خوبشانداني في دور يونغ أفني
- سوارا بهاسكار بدور ساكشي سوني
  - موسكان مالهوترا في دور يونغ ساكشي
- شيخة تالسانيا في دور ميرا كور سود ستينسون
  - كشيش كانوار في دور يونغ ميرا
- سوميت فياس بدور ريشاب مالهوترا، زوج كاليندي
- فيشواس كيني في دور بهانداري، عاشق أفني
- نينا غوبتا بدور كافيتا شارما، والدة أفني
- كافيتا غاي في دور ريتو بوري، والدة كاليندي
- فيفيك مشران بدور كشيتيج "كوكي" بوري، كاليندي. عم
- عائشة رضا ميشرا بدور السيدة مالهوترا، والدة ريشابه
- مانوج باهوا بدور السيد مالهوترا، والد ريشابه
- ألكا كوشال بدور سانتوش، والدة بهانداري
- أنجوم رجبالي بدور كيشان بوري، والد كاليندي
- إيكافالي خانا بدور باروميتا بوري، زوجة أبي كاليندي
- سوكيش أرورا في دور كيشاف، صديق كوكي
- إدوارد سونينبليك بدور جون ستينسون، زوج ميرا
- سوبريا كارنيك بدور جوهي بهالا
- إيشواك سينغ بدور نيرمال شارما، خطيب أفني السابق
- سوراج سينغ في دور فينيت، زوج ساكشي السابق
- كامليش جيل بدور جهايجي
- بابلز سابهاروال بدور والدة ساكشي
- بابلا كوشار بدور والد ساكشي
- كالبانا جها في دور شانتي، خادمة أفني
- جيتبريت سينغ جيل في دور كبير سينغ سود، عم ميرا

## الموسيقى التصويرية
موسيقى الفيلم من تأليف شاشوات ساشديف وفيشال ميشرا ووايت نويز بينما كلمات الأغاني من تأليف أنفيتا دوت جوبتان وراج شيخار وقاران وروبين باهوا ووايت نويز وشاشوات ساشديف وبادشاه وشيللي وجوراو سولانكي. تم إصدار الأغنية الأولى من الفيلم، طريفان، والتي غناها بادشاه في 2 مايو 2018. تم إصدار الموسيقى التصويرية بواسطة شركة زي للموسيقى في 8 مايو 2018.
| #  | عنوان                                     | المدة |
| -- | ----------------------------------------- | ----- |
| 1. | "Pappi Le Loon"                           | 2:53  |
| 2. | "Bhangra Ta Sajda" (No One Gives A Damn!) | 3:46  |
| 3. | "Laaj Sharam"                             | 3:21  |
| 4. | "Veere"                                   | 4:27  |
| 5. | "Bass Gira De Raja"                       | 3:32  |
| 6. | "Aa Jao Na"                               | 4:59  |
| 7. | "Dagmag Dagmag"                           | 4:06  |
| 8. | "Tareefan"                                | 3:06  |

## روابط خارجية
- فيري دي ويدينغ على موقع IMDb (الإنجليزية)
- فيري دي ويدينغ على موقع روتن توميتوز (الإنجليزية)
- فيري دي ويدينغ على موقع أول موفي (الإنجليزية)
- فيري دي ويدينغ على موقع بوكس أوفيس موجو (الإنجليزية)
- فيري دي ويدينغ على موقع قاعدة بيانات الفيلم (الإنجليزية)
- فيري دي ويدينغ على موقع ليتربوكسد (الإنجليزية)
- فيري دي ويدينغ على موقع كينوبويسك (الروسية)